# Hosszú nagypéntek
Hosszú nagypéntek (angolul: The Long Good Friday) 1980-ban bemutatott angol bűnügyi film John Mackenzie rendezésében, Bob Hoskins és Helen Mirren főszereplésével. A forgatókönyvet Barrie Keeffe írta. Eredeti, nyugtalanító zenéjét Francis Monkman zeneszerző komponálta. A film 1979-ben készült el, de a forgalmazás körüli huzavona miatt csak 1980 végén mutatták be. 1980 végén mutatták be a Cannes-i, az Edinburgh-i és a Londoni Filmfesztiválon. A mozibemutatót a szerzők és a forgalmazók hosszú és szövevényes vitái előzték meg. A Brit Filmintézet (British Film Institute) listáján a 20. század 100 legjobb brit filmje között a 21. helyre sorolták.

## Cselekmény
Az 1970-es évek végén játszódó történet egy-két nap történetébe sűrítve mutatja be az 1970-es végének londoni miliőjét, az alsóbb szinteken is általános politikai és rendőri korrupciót, a Ír Köztársasági Hadsereg (IRA) fegyveres ámokfutását, a hagyományos brit gazdaság átcsúszását globális ingatlanspekulációba, Nagy-Britannia belépését a Közös Piacba, és a szabadpiaci ököljog és a politikai terrorizmus összecsapását.
A történet főszereplője Harold Shand (Bob Hoskins) egy régi vágású londoni gengszter, a londoni alvilág koronázatlan királya, aki még az 1960-as években építette fel szindikátusát. London jelentős része a kezében, számtalan kocsma, kaszinó, étterem és klub tulajdonosa. Birodalmát erőszakosan, megalkuvást nem ismerve irányítja. Karrierje csúcsán azon dolgozik, hogy törvényes üzletemberré váljon, az amerikai maffia pénzügyi támogatásával. Monstre ingatlanfejlesztést tervez a lerobbant londoni Docklandsben, a jövendő Olimpiai játékokra számítva. Éppen sikeres New-York-i tárgyalásairól érkezik vissza Londonba.
Az amerikai maffia képviselői, élen Charlie-val (Eddie Constantine) nagypénteken Londonba érkeznek, hogy a hatalmas üzlet megkötése előtt ellenőrizzék, megbízható üzlettárs-e Harold. A tárgyalások biztatóan haladnak, Harold azonban váratlan eseményekről kap hírt. Jóbarátját, Colint (Paul Freeman) ismeretlen fiatalemberek (Pierce Brosnan és Daragh O’Malley) brutálisan megkéselik az uszodában. Harold kocsijában pokolgép robban, sofőrje szörnyethal. Haroldnak létérdeke, hogy amerikai üzlettársai semmit se sejtsenek meg, ezért gengszterszindikátusának tagjait küldi szét, hogy nyomozzanak a tettesek után. Az amerikaiak előtt továbbra is magabiztosan, a helyzet uraként jelenik meg. Vendégeinek figyelmét Harold elbűvölő barátnője, Victoria (Helen Mirren) és Harold bizalmasa, Victoria titkos hódolója, Jeff (Derek Thompson) igyekeznek elterelni a gyanús mozzanatokról.

A gengszterfőnök és alvezérei. Balról: Derek Thomas (Jeff), Bob Hoskins (Harold Shand), és P.H. Moriarty, a „Penge”

Az ismeretlen ellenség utáni nyomozás a történet fő vezérfonala. Harold mozgósítja egész szervezetét, felhasználja kiváló alvilági kapcsolatait, a neki lekötelezett, korrupt rendőrtisztet, Parkyt (Dave King) és a legdurvább erőszakkal halad lépésről lépésre, hogy felderítse, ki tör az életére és miért? A rendőrségnek dolgozó legértékesebb vamzer, Erroll (Paul Barber) kínvallatása sem hoz eredményt, ő sem tud semmit. A következő bomba Harold törzskocsmájában, a Lion and Unicorn-ban robban, alig néhány perccel odaérkezésük előtt. Az amerikaiak előtt Harold megpróbálja véletlen gázrobbanásnak beállítani az esetet, de a tapasztalt Charlie és társa gyanút fognak, végül Victoria, aki retteg Harold életéért, vacsora közben feltárja a nyugtalanító támadások tényét.
Jeff próbálja meggyőzni Haroldot, hogy bandaháború van, és a helyiek között keresse a felelőst. A kíméletlen Harold verőemberei begyűjtik a szindikátus helyi üzlettársait, veréssel, halálos fenyegetésekkel próbálnak választ kapni, de senki sem tud semmit. A halálra szánt emberek életét csak az menti meg, hogy Parky, a megvesztegetett rendőrtiszt közli Harolddal: a bombákat ír terroristák, az IRA emberei robbantották. Figyelmezteti Haroldot, térjen ki az írek útjából, velük szemben vesztésre áll, a rettegő szemtanúk nem vallanak semmit, a rendőrség és a hadsereg is tehetetlen, Haroldnak sem lehet esélye. Harold azonban nem tágít: neki semmilyen ügye nincs az írekkel, embereivel tovább nyomoztat, de úgy tűnik, az egész szindikátus tehetetlen. Embere felkeresi a robbanóanyag-lopás egyetlen tanúját, de az IRA emberei fülest kapnak, megelőzik és a tanút kegyetlenül meggyilkolják.
Egy véletlen megjegyzés nyomán Victoria gyanakodni kezd Jeffre. Gyanúját megosztja Harolddal is, aki ezen a nyomon elindulva eljut egy nemrég megölt taxisofőr özvegyéhez, Mrs. Bensonhoz (Patti Love). Megtudja, hogy a férj Írországba vitte Harold bizalmas barátait, Jeffet és az azóta megkéselt Colint, úgymond „a főnök megbízásából”, és ott, Belfastban ölték meg. Harold kérdőre vonja Jeffet, aki előbb tagad, majd sarokba szorítva beismeri, hogy Harold tudta és beleegyezése nélkül nagy összegű készpénzt vittek az IRÁ-nak Belfastba, egy ottani építkezésért fizetendő „védelmi díj” gyanánt. A pénz egy részét Colin ellopta. Szerencsétlenségükre aznap éjjel valaki három IRA-főnököt „feldobott” a brit rendőrségnek, és az IRA (alappal vagy alap nélkül) Colint, és rajta keresztül Harold embereit tartja felelősnek az árulásért. Harold rádöbben, hogy Jeff elárulta őt, és az IRÁ-val kollaborál. Elveszti önuralmát, vak dühében megöli Jeffet egy italos üveggel.
A főnök most már tudja, kikkel áll szemben. Rendőri kapcsolata és minden barátja egyaránt azt tanácsolja neki, ne szálljon szembe az írekkel, próbáljon kiegyezni velük. Harold a neki lekötelezett városi tanácsnokkal, aki szintén érdekelt az írországi pénzügyben, megszerveztet egy találkozót, ahol nagy pénzösszeget tesz le az IRA-zsarolóknak, a béke fejében. Elrejtőzött emberei azonban rátörnek a pénzt számoló írekre és lemészárolják őket, a korrupt tanácsnokkal együtt.

Az elsőfilmes Pierce Brosnan, mint IRA-bérgyilkos, a végső leszámolás előtt

Harold ezután úgy érzi, végleg legyőzte ellenségeit. Victoriával együtt a Savoy Hotelbe hajtat, megvinni a „győzelem” hírét az amerikaiaknak. Amíg felmegy, Victoriát az autóban hagyja a hotel bejárata előtt. Charlie és az amerikai maffiózó azonban közli vele, hogy távoznak Angliából, mert a gyilkosságok miatt veszélyesnek ítélik az üzletkötést. A makacs Harold bejelenti, hogy nem tágít, és német beruházókkal fog társulni, hogy legális üzletemberré válhasson. A szállót elhagyva kocsijába ül, az autó hirtelen elindul, Harold ekkor veszi észre, hogy barátnője nem ül a kocsiban, és nem az ő sofőrje ül a volánnál. Ír fegyveresek csapdájába esett. Még látja, amint Victoriát egy másik autóban elrabolják. A kocsi száguld a londoni éjszakában, Harold egy szenvtelen ír fickó (Pierce Brosnan) hangtompítós pisztolyával néz szembe. A film utolsó percében a tehetetlen Harold arcát látjuk, aki magában számot vet eddigi életével: most végleg elkapták, „kocsikázni viszik”, számára nincs tovább.

## Szereplők
A magyar szinkron készítői: A magyar szöveget írt: Bajomi András, hangmérnök: Fék György, vágó Kajdácsi Brigitta, gyártásvezető: Sigmond Erika, szinkronrendező Lakos Éva. A szinkron a Mafilm Audio Kft. szinkronstúdiójában készült, a Flamex (Interstar) megrendelésére.
| Szerep                               | Színész           | Magyar hangja (1. szinkron) |
| ------------------------------------ | ----------------- | --------------------------- |
| Harold Shand, londoni gengszterfőnök | Bob Hoskins       | Jakab Csaba                 |
| Victoria, a barátnője                | Helen Mirren      | Farkasinszky Edit           |
| Charlie, amerikai gengszterfőnök     | Eddie Constantine | Szabó Ottó                  |
| Parky, a korrupt rendőrtiszt         | Dave King         | Kárpáti Tibor               |
| Harris, a korrupt tanácsos           | Bryan Marshall    | Barbinek Péter              |
| Jeff, Harold bizalmasa               | Derek Thompson    | Haás Vander Péter           |
| Alan                                 | Brian Hall        | Holl Nándor                 |
| Billy                                | Nick Stringer     | Csuja Imre                  |
| Colin, Harold barátja                | Paul Freeman      | N/A                         |
| Ír fiatalember a belfasti bárban     | Kevin McNally     | N/A                         |
| Első ír gyilkos                      | Pierce Brosnan    | N/A                         |
| Második ír gyilkos                   | Daragh O’Malley   | N/A                         |
| Erroll, a vamzer (besúgó)            | Paul Barber       | N/A                         |
| Utcakölyök                           | Dexter Fletcher   | N/A                         |
| Phil                                 | Leo Dolan         | N/A                         |
| Carol Benson, a megölt futár özvegye | Patti Love        | N/A                         |
| „Penge” (Razors), Harold embere      | P.H. Moriarty     | N/A                         |
| Harold anyja                         | Ruby Head         | N/A                         |
| Eric                                 | Charles Cork      | N/A                         |
| Séf a Lion and Unicorne pub-ban      | Olivier Pierre    | N/A                         |
| Jack                                 | Alan Ford         | N/A                         |
| Pap                                  | Alan Devlin       | N/A                         |

## Forgatás
Az eredeti történetet Keeffe akkor írta, amikor Hanson még a Euston Films cégnél, a Thames Television leányvállalatánál dolgozott. Hanson később megvette a Euston-tól a jogokat saját vállalata, a Calendar Films részére. Bár Hanson mozibemutatót tervezett, ilyen értelemben tárgyalt leendő üzletfeleivel, a filmet a Black Lion cég, a ITC Entertainment leányvállalata finanszírozta. A film költségvetése 930 000 angol font volt. Az ITV televíziós hálózaton szándékoztak sugározni. Miután a finanszírozó cégek tulajdonosai megnézték a kész filmet, tiltakoztak az IRA terrorszervezetet úgymond „dicsőítő” szellemisége ellen. Sugárzását, erősen megvágva, 1981. március 24-re tűzték ki az ITV televíziós hálózatban.
Még 1980 végén Hanson megkísérelte visszavásárolni a filmet az ITC-től, hogy megelőzze a csonkolt film vetítését Ugyanekkor Bob Hoskins beperelte a Black Lion és a Calendar Films cégeket, hogy megakadályozza az amerikai televíziós változat bemutatását, amelyben az erőteljes londoni cockney kiejtéssel beszélő Hoskins hangját a közép-angliai Midlands hangsúllyal beszélő David Daker színész hangjával „szinkronizálták” volna.
Az ITV általi bemutatást megelőzve George Harrison cége, a Handmade Films megvette a filmjogokat, a gyártási költségeknél mintegy 200 000 fonttal alacsonyabb áron. A filmet így 1980 végén a brit mozihálózatokban mutatták be, 1982 áprilisában jutott el az Egyesült Államok-beli mozikba.
2007 májusában bejelentették, a Handmade Films 2008-ban Miamiban megkezdi a film remake változatának forgatását, az amerikai átlagnézők igényét kielégítve. rendezője a hír szerint Paul W. S. Anderson lett volna. A film elkészüléséről még nem adtak ki hírt.
2008-ban Guy Ritchie bemutatta Spíler c. gengszterfilmjét, amelynek karakterei és cselekménye erősen hasonlítanak a Hosszú nagypéntek történethez. Mark Kermode, a BBC filmkritikusa szerint a film ötleteit a rendező innen emelte át, a Spíler csak ennek átdolgozott változata.

## Forgatási helyszínek
A filmet Londonban és környékén folytatták, így pl.: a Heathrow-i repülőtéren, a londoni Docklandsben (így a St. Katharine Docks-ban), a Temze folyón, a wappingi Szent Patrik templomban, a Paddington vasúti pályaudvaron, az azóta lebontott Harringay Stadionban (akkoriban agárversenypálya, ma bevásárlóközpont), és a végső kifejlet jelenetét a londoni Savoy Hotelnél.
A Lion and Unicorn pub épületét (amit a történet szerint az IRA felrobbantott) a wappingi külső helyszínen építették a filmforgatás céljára. Hoskins elbeszélése szerint a szomjas utcai járókelők a forgatás során gyakran kopogtak az ajtón, hogy „nyitva-e csehó”?

## Debütáló szereplők
A filmben számos, akkor ismeretlen vagy alig ismert fiatal pályakezdő brit színész jelent meg, akik később befutottak és hírnevet szereztek:
- Derek Thompson: (Jeff, akit Harold megöl árulásáért), később a Baleseti sebészet (Casualty) sorozatban Charlie Fairhead szerepét vitte.
- Paul Barber: (a besúgó vamzer, akit Harold és a „Penge” vallatnak), később Denzil szerepét kapta az Only Fools and Horses c. angol szituációs komédiasorozatban.
- Pierce Brosnan: (IRA bérgyilkos), legelső filmszerepében (nincs szövege).
- Dexter Fletcher: (utcagyerek, aki pénzt kér Harold autójának „őrzéséért”), később számos játékfilm szereplője.
- Kevin McNally: (meleg ír srác a belfasti bárban), utóbb számos film és tv-sorozat szereplője.
- P. H. Moriarty, a „Penge” és Alan Ford: (Harold gengsztertársai), utóbb Guy Ritchie filmjeiben a fő-fő gonosztevők.
- Daragh O’Malley: (itt Brosnan ír gyilkos-társa), utóbb Patrick Harper őrmestert a Bernard Cornwell regényéből készült Sharpe c. tévéfilm-sorozatban.
- Gillian Taylforth: (az asszony, aki megtalálja a padlóhoz szögezett áldozatot), utóbb az EastEnders sorozat főszereplője.